# Сєверний (Опарінський район)
Сє́верний (рос. Северный) — селище у складі Опарінського району Кіровської області, Росія. Входить до складу Річного сільського поселення.
Населення становить 1216 осіб (2010, 1069 у 2002).
Національний склад станом на 2002 рік — росіяни 88 %.